# Variraptor mechinorum
Variraptor mechinorum es la única especie conocida del género extinto Variraptor ("ladrón de Varus") de dinosaurio terópodo dromeosáurido, que vivió a finales del período Cretácico, hace aproximadamente 77 y 69 millones de años, entre el Campaniense y el Maastrichtiense, en lo que hoy es Europa.

## Descripción

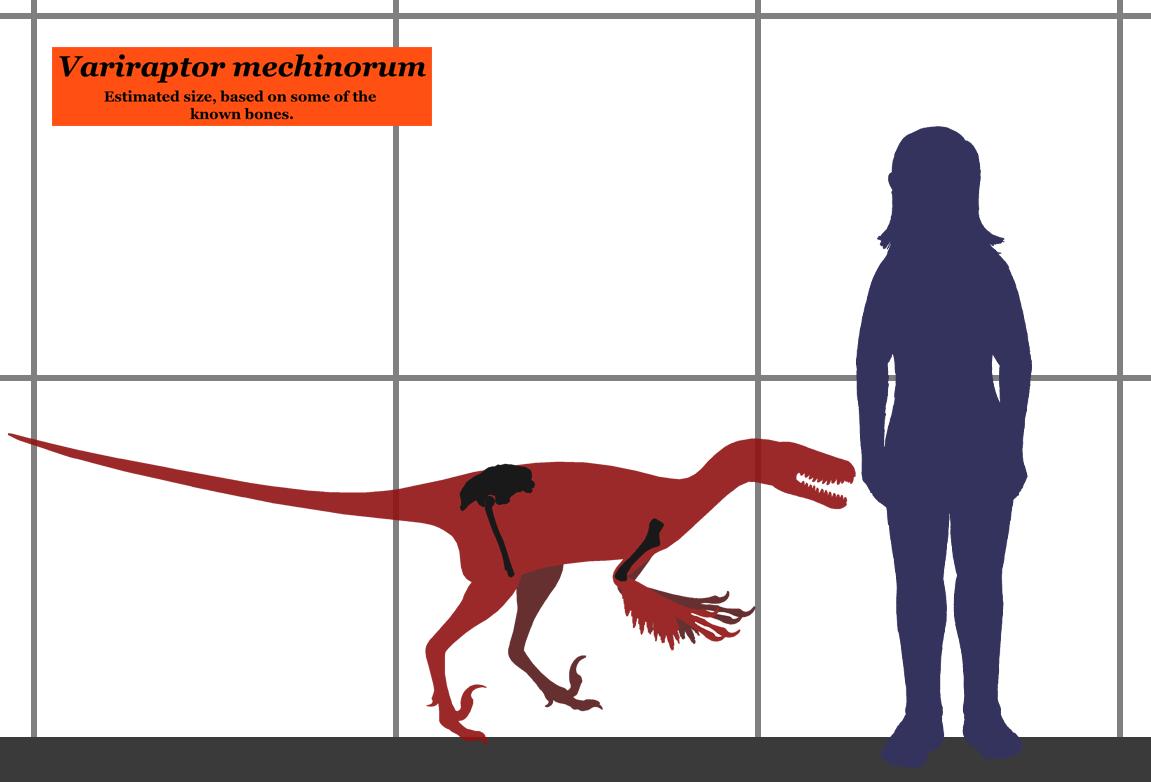
Tamaño comparativo, junto a un humano.

Los restos incompletos tienen características de los dromeosáuridos como la forma de las vértebras y el húmero, con ciertas similitudes a Deinonychus. El animal adulto sería algo menor que Deinonychus, con cerca de 2 metros de largo. Sin embargo, la identidad de los fósiles referidos es incierta.  En 2019, según el análisis volumétrico, el tamaño del espécimen se estimó en 1,65 metros de largo, 54 centímetro de altura de la cadera y 12,8 kilogramos de masa corporal.

## Descubrimiento e investigación

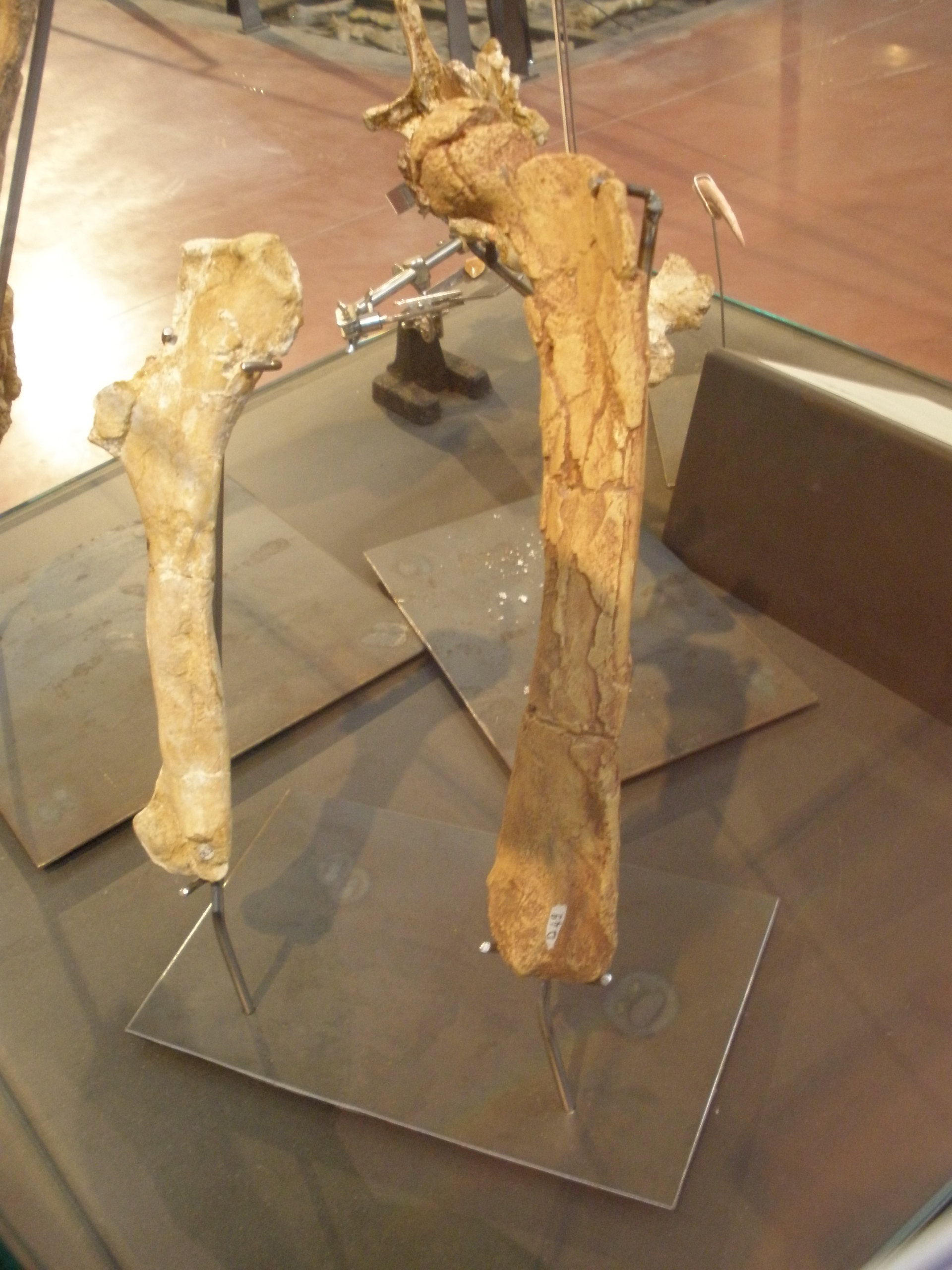
Posibles huesos de Variraptor.

Entre 1992 y 1995 los paleontólogos aficionados Patrick Méchin y Annie Méchin-Salessy descubrieron los restos de un pequeño terópodo en la Formación Grès à Reptiles datada del Campaniense al Maastrichtiense en La Bastide Neuve, cerca de Fox-Amphoux. Los primeros hallazgos fueron asignados en 1992 a un género dudoso de terópodo, Elopteryx. En un segundo artículo, publicado en 1997, se concluyó que representaban una nueva especie. En 1998 esta fue nombrada por Jean Le Loeuff y Eric Buffetaut como la especie tipo Variraptor mechinorum. El nombre del género se deriva del latín Varus,en referencia al río Var en el departamento de Alpes-Maritimes en la región de Provenza en el sur de Francia, y raptor que significa "ladrón". El nombre de la especie es en homenaje de sus descubridores, el matrimonio Méchin.
El género se basa en tres especímenes: una vértebra posterior dorsal, MDE-D168, un hueso sacro, MDE-D169, con cinco vértebras fusionadas, y un ilion, CM-645. Estos especímenes son parte de la colección del Musée des Dinosaures d'Espéraza y la privada Colección Méchin. Material adicional referido incluye un húmero derecho, MDE-D158, con una cresta deltopectoral más desarrollada que en cualquier otro terópodo conocido, lo que sugiere que el brazo era fuerte y tal vez era usado para la depredación. Otros huesos atribuidos incluyen un fémur y varias vértebras.

## Clasificación
En 2000 Ronan Allain y Philippe Taquet nombraron a un segundo terópodo pequeño procedente de los mismos estratos Pyroraptor. Ellos además afirmaron que Variraptor era un nomen dubium debido a que el espécimen holotipo carecía de cualquier rasgo diagnóstico.

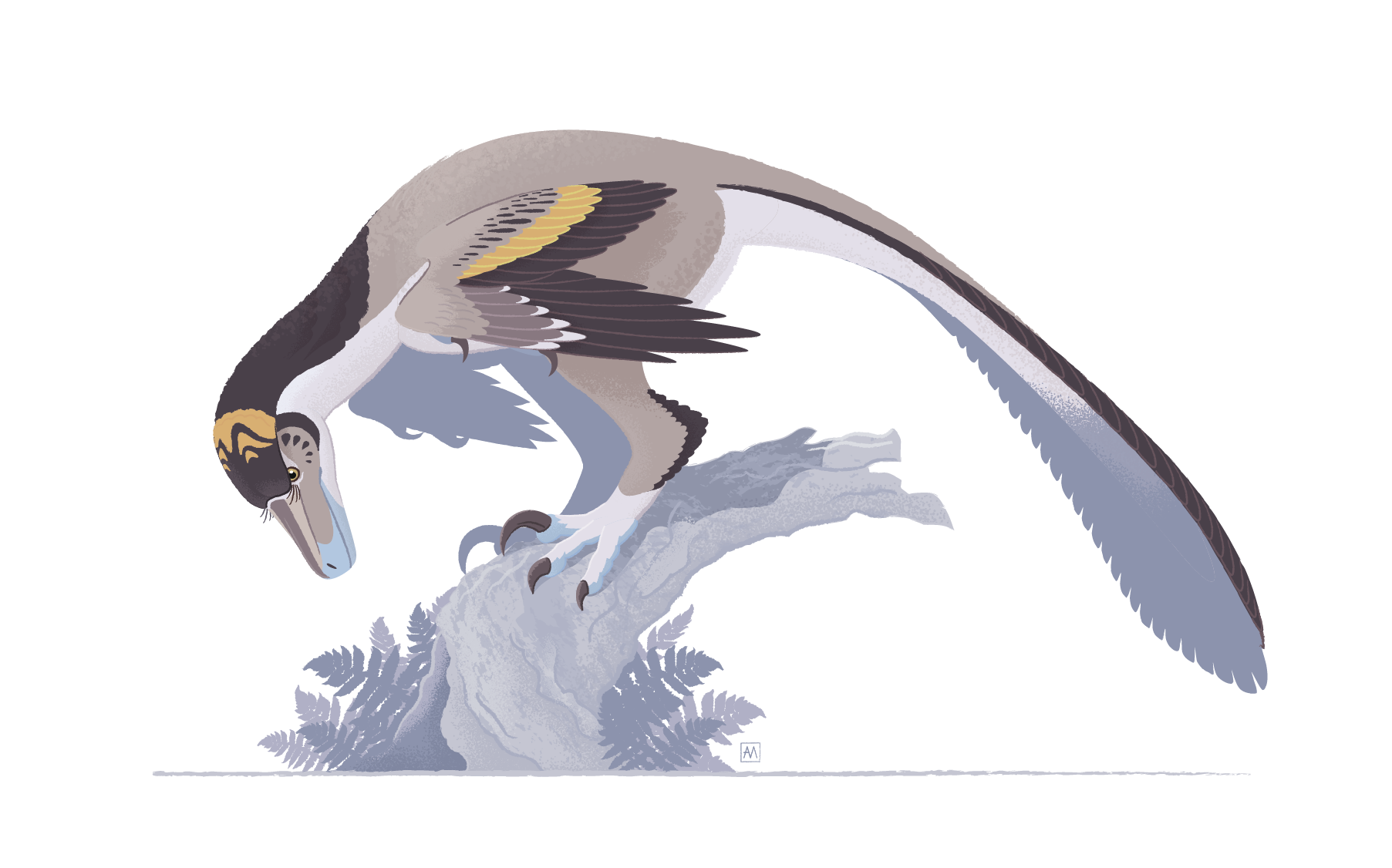
Variraptor mechinorum.

En 2009 Buffetaut y Phomphen Chanthasit defendieron la validez de Variraptor, afirmando que el holotipo tenía una combinación única de características. La carencia de piezas comparables hubiera hecho imposible establecer si Pyroraptor era o no un sinónimo más moderno pero la presencia de dos tipos diferentes de ulnas en el material de dromeosáuridos del sur de Francia indicaría la presencia de dos especies separadas.
Le Loeuff y Buffetaut describieron a Variraptor como un terópodo maniraptorano, y miembro de la familia Dromaeosauridae, lo cual se ha aceptado generalmente. Sin embargo, en 2000 Oliver Rauhut expresó sus dudas al respecto, asignándolo en cambio a un grupos mucho mayor, los Coelurosauria.